# Come & Get It
A Come & Get It Selena Gomez debütáló kislemeze. A dal az énekesnő első kiadványa a Selena Gomez & the Scene-ből való kiválása óta. A Stars Dance című album első számaként jelent meg 2013. április 8-án, miután Ryan Seacrest rádiós műsorában mutatkozott be. A dalszöveget Ester Dean, M.S. Eriksen és T.E. Hermansen szerezte, producerként Stargate dolgozott a dalon. A Come & Get It Gomez korábbi kiadványainak stílusát idézi fel, viszont az indiai kultúra jegyei is felfedezhetőek benne. Dalszövege egy női szeretőről szól, aki megpróbál feléleszteni egy kudarcba fulladt románcot. Kiadását követően azonnal spekuláció indult arról, hogy kiről íródott a dalszöveg.
Kiadását követően a dal pozitív értékeléseket kapott a kritikusok részéről. Dicséretet kapott sokoldalúságáért, valamint Bhangra ritmusáért, bollywoodi hangzásvilágáért és dalszövegének tartalmáért. Kereskedelmileg is sikeres volt a dal, a Billboard Hot 100 listán a top 10-be is bekerült. A Pop Songs listán hetedik helyezett lett a rádiós játszások alapján. Kanadában is jelentős eredményeket ért el: a Canadian Hot 100 top 10-es szegmensébe jutott a kislemez. Új-Zélandon a top 20-ig jutott a szám.
A dalhoz tartozó videóklip 2013. május 7-én debütált az MTV műsorán. A videón - éppúgy, mint a számon - érezhetőek az indiai kultúra hatásai. Gomez többféle öltözékben jelenik meg a videóklipben. A kisfilm során olyan táncot mutat be az énekesnő, melyek élő fellépésein is láthatóak. A kiadványt pozitív kritikai fogadtatás érte. Selena a kislemezt számtalan alkalommal előadta élőben, így például a 2013-as Billboard Music Award-on, vagy éppen az MTV Movie Awards-on. Az előadások vitát okoztak, mivel Gomez egy bindivel a homlokán jelent meg a közönségek előtt. A Stars Dance Tour dallistáján is helyet kapott a Come & Get It.

## Háttér
Gomez először 2008-ban szerződött a Hollywood Records-nál, akkori szándéka egy együttes alapítása volt. Így jött létre a Selena Gomez & the Scene, melyben Selena énekesnőként tevékenykedett. A formáció három albumot és hét kislemezt adott ki, melyek közül három platina minősítést ért el az Egyesült Államokban. Ezt követően Selena bejelentette, az együttes 2012-ben szünetelni fog, hogy színészi karrierjére koncentrálhasson. 2012 októberében mégis elkezdett új számokon dolgozni, később bejelentette, ezek első önálló albumára kerülnek majd. 2013 márciusában került nyilvánosságra az első kislemez címe és kiadási dátuma. A dal a tervezett kiadás előtt, már április 6-án kiszivárgott. Ennek következtében Gomez a tervezettnél előbb adta ki a dalt digitális letöltés formájában.

## Videóklip
A kisfilm 2013. május 7-én került bemutatásra az MTV műsorán. A kisfilm egy texasi réttel kezdődik, ahol az énekesnő fekete ruhában látható egy vihar kezdetén. Ezután hullámok tárulnak a néző szemei elé, majd Gomez-ről és szeretőjéről egy-egy közeli pillanatkép. Ekkor kezd el az énekesnő énekelni egy piros ruhában, indiai táncmozdulatok kíséretében. Selena vízben valamint tükrök között jelenik meg ezután, majd az előbb említett réten egy cserszínű ruhadarabban táncosaival együtt. A videó végén távozik a vihar, az énekesnő viszont továbbra is a réten fekszik. A kiadványt Anthony Mandler rendezte, aki rendszeresen dolgozik Rihannával.
2013. június 18-án öt remix videó került feltöltésre az énekesnő VEVO csatornáján.

## Élő előadások
Gomez a dalt első alkalommal a 2013-as MTV Movie Awards-on adta elő 2013. április 14-én. Első televíziós fellépése a The Ellen DeGeneres Show című műsorban volt, de két nappal később, április 16-án a Dancing with the Stars-ban is megjelent. A Late Show With David Letterman vendége volt április 24-én, de 27-én a Radio Disney Music Awards-on is elénekelte a dalt. A Billboard Music Awards-on, majd a The Graham Norton Show-ban is fellépett.

## Számlista és formátumok
- Digitális letöltés

1. Come & Get It – 3:51

- Digitális remixek[38]

1. Come & Get It (Jump Smokers Extended Remix) – 4:12
2. Come & Get It (Robert DeLong Remix) – 4:36
3. Come & Get It (Cahill Club Remix) – 7:04
4. Come & Get It (Fred Falke Club Remix) – 8:35
5. Come & Get It (DJ M3 Mixshadow Extended Remix) – 5:31
6. Come & Get It (Dave Audé Club Remix) – 6:10

## Slágerlistás helyezések
| Chart (2013)                         | Peak position |
| ------------------------------------ | ------------- |
| Ausztria (Ö3 Austria Top 40)         | 67            |
| Belgium (Ultratip Flandria)          | 2             |
| Belgium (Ultratop 50 Vallónia)       | 43            |
| Kanada (Canadian Hot 100)            | 6             |
| Csehország (IFPI)                    | 53            |
| Dánia (Tracklisten)                  | 34            |
| Franciaország (SNEP)                 | 58            |
| Mexikó (Billboard Mexican Airplay)   | 89            |
| Mexikó Ingles Airplay (Billboard)    | 19            |
| Hollandia (Mega Single Top 100)      | 84            |
| Új-Zéland (RIANZ)                    | 14            |
| Norvégia (VG-lista)                  | 16            |
| Szlovákia (IFPI)                     | 39            |
| Dél-Korea (Gaon International Chart) | 35            |
| Svájc (Schweizer Hitparade)          | 75            |
| Billboard Hot 100                    | 6             |
| Pop Songs (Billboard)                | 3             |
| Hot Dance Club Songs (Billboard)     | 4             |
| Adult Pop Songs (Billboard)          | 29            |

## Fordítás
- Ez a szócikk részben vagy egészben  a   Come & Get It (song) című angol Wikipédia-szócikk fordításán alapul.  Az eredeti cikk szerkesztőit annak laptörténete sorolja fel. Ez a jelzés csupán a megfogalmazás eredetét és a szerzői jogokat jelzi, nem szolgál a cikkben szereplő információk forrásmegjelöléseként.